# Йоганна Єлизавета Баден-Дурласька (1651—1680)
Йоганна Єлизавета Баден-Дурласька (нім. Johanna Elisabeth von Baden-Durlach, 6 листопада 1651 — 28 вересня 1680) — німецька шляхтянка XVII століття з династії Церінгенів, донька маркграфа Баден-Дурлаху Фрідріха VI та Крістіни Магдалени Пфальц-Цвайбрюкен-Клеєбурзької, перша дружина маркграфа Бранденбург-Ансбаху Йоганна Фрідріха.

## Біографія
Народилась 6 листопада 1651 року в Дурлаху. Була сьомою дитиною та четвертою донькою в родині Фрідріха Баден-Дурласького та його першої дружини Крістіни Магдалени Пфальц-Цвайбрюкен-Клеєбурзької. Мала старших братів  Фрідріха і Карла Густава та сестер Крістіну і Катерину Барбару. Інші діти померли немовлятами до її народження. Дід з батьківського боку, Фрідріх V, правив в цей час Баден-Дурлахом.
У 1654 році дядько Йоганни Єлизавети, Карл X Густав, посів шведський престол, і матір, як і інші його сестри, стала принцесою Швеції. Батько у вересні 1659 року успадкував трон Баден-Дурлаху. Резиденцією родини був замок Карлсбург у Дурлаху.
Йоганна Єлизавета втратила матір у віці 10 років. Батько невдовзі узяв морганатичний шлюб, від якого принцеса мала двох єдинокровних братів.
У 20-річному віці стала дружиною 17-річного маркграфа Бранденбург-Ансбаху Йоганна Фрідріха. Її старша сестра Крістіна у 1665—1667 роках була консортом його батька Альбрехта II. Весілля пройшло 5 лютого 1672 у Дурлаху. У подружжя народилося п'ятеро дітей.
Чоловіка Йоганни Єлизавети змальовували як добру, терпиму і шанобливу людину, позбавлену політичних чи військових амбіцій, яка сильно залежала від своїх радників. Музичний знавець, який полюбляв оперу та балет, він мав також здібності до мов і сам перекладав французькі романи на німецьку.
Маркграфиня пішла з життя, переживши двох своїх дітей. Її не стало 28 вересня 1680 року в Ансбаху. Була похована в місцевій церкві святого Гумберта.
Йоганн Фрідріх за рік оженився вдруге з Елеонорою Ердмутою Саксен-Айзенаською.

## Родина
Чоловік — Йоганн Фрідріх
Діти:

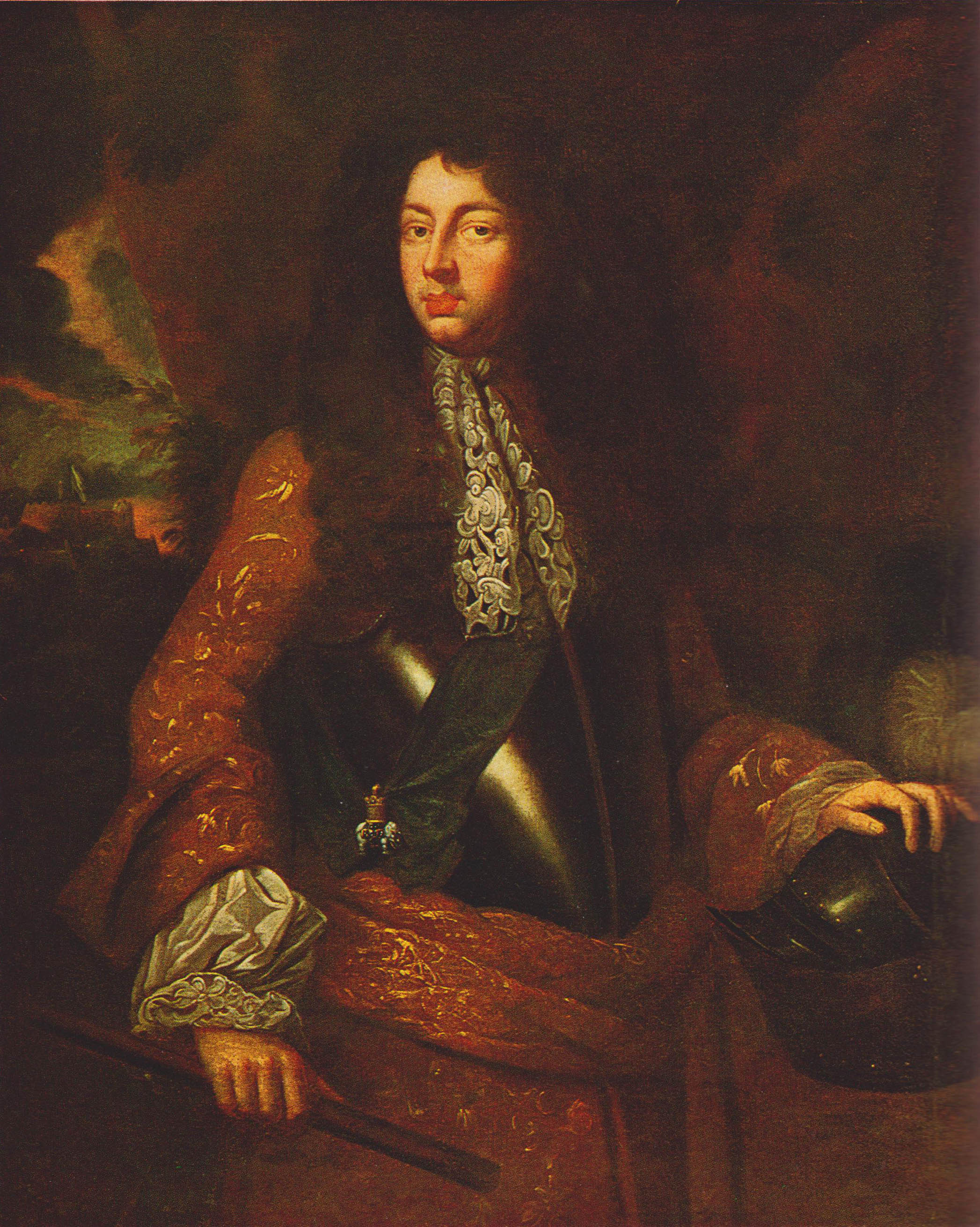
Портрет Йоганна Фрідріха

- Леопольд Фрідріх (1674—1676) — прожив 2 роки;
- Крістіан Альбрехт (1675—1692) — наступний маркграф Бранденбург-Ансбаху у 1686—1692 роках, одруженим не був, дітей не мав;
- Доротея Фредеріка (1676—1731) — дружина графа Ганау-Ліхтенбергу Йоганна Рейнхарда III, мала єдину доньку;
- Георг Фрідріх (1678—1703) — наступний маркграф Бранденбург-Ансбаху у 1692—1703 роках, одруженим не був, дітей не мав;
- Шарлотта Софія (1679—1680) — прожила 7 місяців.